# الأحمدية (المنزلة)
قرية الأحمدية هي إحدى القرى التابعة لمركز المنزلة في محافظة الدقهلية في جمهورية مصر العربية.

## التاريخ
قرية الأحمدية من القرى الحديثة، أصلها من توابع إقليم المنزلة، ثم فًصلت عنه سنة 1260هـ/1844م.